# Thomas Daum (Spieleautor)
Thomas Daum (* 1963 in Mainz) ist ein deutscher Spieleautor, der sich auf die Entwicklung von Kinderspielen spezialisiert hat. Der promovierte Molekularbiologe (HI-Virus) lebt im Süden von München.

## Ludografie
- 2004 Klecks – Kennst du die Farben?, Haba
- 2004 August, der Augenfalter, Noris
- 2005 Welches Tier versteckt sich hier?, Kosmos Spiele
- 2006 Willi wills wissen – Das Quiz (mit Sandra Dochtermann), Kosmos Spiele
- 2007 Franz von Frosch, Haba
- 2007 Conni im Kindergarten, Kosmos Spiele
- 2009 Flip Flop, Beleduc
- 2009 Speedy, Beleduc
- 2010 Mein Mäuschen-Farbspiel / ministeps (mit Violetta Leitner), Ravensburger
- 2010 Ein Tag am Meer / Minis, Ravensburger
- 2010 Die kleinen Zauberlehrlinge (mit Violetta Leitner), Drei Magier Spiele
- 2011 Geistermühle (mit Violetta Leitner), Drei Magier Spiele
- 2012 Spiegelspukschloss (mit Violetta Leitner), Drei Magier Spiele
- 2012 Mein Entchen-Zählspiel / ministeps (mit Violetta Leitner), Ravensburger
- 2013 Im Einsatz / tiptoi Puzzle (mit Violetta Leitner), Ravensburger
- 2013 Bennis bunte Blumen (mit Violetta Leitner), Haba
- 2013 Adventskalender Mandelmann 2013 / tiptoi (mit Violetta Leitner), Ravensburger
- 2013 Polli Hop, Biene Maja, Studio 100
- 2013 Was ist da im Busch?, Biene Maja, Studio 100
- 2013 Das Supertalent, Mattel/RTL
- 2014 Odin's Spiegel, Wickie, Studio 100
- 2014 Conni und die Tiere, Conni, Kosmos Spiele
- 2014 Adventskalender 2014 Weihnachts-Wichtel /  tiptoi (mit Violetta Leitner), Ravensburger
- 2014 Hart am Wind, Wickie, Studio 100
- 2016 Mit Galileo um die Welt, Galileo, ProSieben (mit Violetta Leitner), Clementoni
- 2016 Bataille de Polochons (mit Arno Steinwender), Megableu
- 2018 Pillow Fight (mit Arno Steinwender), Megableu USA
- 2018 Saus und Brau's (mit Violetta Leitner), Noris/Zoch
- 2019 Mein Wimmelbild-Spiel / ministeps (mit Violetta Leitner), Ravensburger
- 2019 Adventskalender Mandelmann 2019 / tiptoi / Neuauflage (mit Violetta Leitner), Ravensburger
- 2020 Schneckenslalom (mit Violetta Leitner), Pegasus Spiele

## Preise und Auszeichnungen
- Kinderspiel des Jahres
  - Mein Mäuschen-Farbspiel: Empfehlungsliste 2010
  - Die kleinen Zauberlehrlinge: Nominierung 2011
  - Parents’ Choice Award: Empfehlung 2012
- Spielzeug des Jahres – Das Goldene Schaukelpferd
  - Mein Mäuschen-Farbspiel: Gesamtsieger 2010
- Österreichischer Spielepreis
  - Bennis bunte Blumen: Spiel Hit Kinder 2013
- Joker, Belgien
  - Mein Mäuschen-Farbspiel: Nominierung 2010
  - Bennis bunte Blumen: Nominierung 2013
- Guldbrikken Kinderspiel des Jahres, Dänemark
  - Geistermühle: Nominierung 2011
- J.U.Guinho Kinderspiel des Jahres, Portugal
  - Geistermühle: Nominierung 2013
- Les Trois Lys, Kanada
  - Die kleinen Zauberlehrlinge: Nominierung 2012
- FamilyFun Toys of the Year Awards, USA
  - Die kleinen Zauberlehrlinge: Empfehlung 2012